# Morgan – A Suitable Case for Treatment
Morgan – A Suitable Case for Treatment, també coneguda com Morgan!, és una pel·lícula britànica dirigida per Karel Reisz, estrenada l'any 1966.

## Argument
Morgan Delt és un artista d'esquerra irresponsable els pares comunistes del qual són propietaris d'un restaurant a Londres. Segons la seva pròpia confessió, és un somiador impenitent, però el seu costat fantasiós amaga malament la seva voluntat de trobar allà refugi contra les dures realitats del seu existència. El seu comportament extravagant precipita aviat el seu divorci, li val problemes amb la policia i, finalment, el fa encarcerar en un manicomi.

## Repartiment
- David Warner: Morgan Delt
- Vanessa Redgrave: Leonie Delt
- Robert Stephens: Charles Napier
- Irene Handl: Mrs. Delt
- Bernard Bresslaw: Policia
- Arthur Mullard: Wally
- Newton Blick: Mr. Henderson
- Nan Munro: Mrs. Henderson
- Peter Collingwood: Geoffrey
- Graham Crowden: L'advocat
- John Garrie: Tipstatt
- John Rae: El jutge

## Al voltant de la pel·lícula
- Stephen Frears va ser ajudant de direcció en aquesta pel·lícula.

## Premis
- Premi d'interpretació femenina per Vanessa Redgrave al Festival de Cannes 1966
- Millor guió britànic per David Mercer i Millor muntatge per Tom Priestley a la 20e cerimònia dels premis British Academy.
- Premi especial per Karel Reisz al Festival internacional de la pel·lícula de Locarno 2003
- Dues nominacions a la 39e cerimònia de les Oscars: Millor actriu per Vanessa Redgrave i Millor vestuari per Jocelyn Rickards